# Realitätsverlust
Realitätsverlust beschreibt den geistigen Zustand einer Person, welche nicht (mehr) in der Lage ist, die Situation, in der sie sich befindet, zu begreifen. Dieser Zustand kann temporär auftreten (von Minuten bis Monate). Betroffene äußern Gedanken oder verhalten sich in einer Weise, die von anderen als nicht nachvollziehbar oder verstehbar erlebt werden.

## Ursachen und Definition
Auslöser können traumatisierende Erlebnisse, Schock, Drogenmissbrauch oder Alkoholmissbrauch, aber auch der Beginn schwerer psychischer Erkrankungen wie Schizophrenie und organische Psychose sein. Auch Gefangenschaft in gleichbleibender Dunkelheit, bestimmte Stoffwechselstörungen, Flüssigkeitsmangel oder allmähliches Verhungern bewirken unter anderem Realitätsverlust. Eine fortschreitende Demenz kann ebenfalls zu Realitätsverlust führen.
Als zeitlicher Realitätsverlust wird das Fehlen eines Bewusstseins „eines zeitlichen Kontinuums“, bei dem das Leben nur „im Augenblick“ stattfindet, bezeichnet.
In Auseinandersetzungen wird der Begriff als Vorwurf oft synonym für Uneinsichtigkeit verwendet.